# Emmanuelle Wargon
Emmanuelle Wargon, född 24 februari 1971 i Neuilly-sur-Seine, är en fransk politiker.
Efter att ha haft olika administrativa befattningar på hälsoministeriet gick hon med i Danone Group som chef för kommunikation och PR, vilket ledde till att hon arbetade som industriell lobbyist, bland annat med miljöfrågor. Den 16 oktober 2018 utsågs hon till ministerdelegat för bostadsfrågor till ministern för ekologisk och solidarisk omställning. Den 6 juli 2020 utsågs hon till minister med ansvar för boende i Jean Castex-regeringen.
Emmanuelle Wargon avlade examen vid HEC Paris, Sciences Po Paris och ENA.